# Bárczi Gusztáv Gyógypedagógiai Tanárképző Főiskola
A budapesti székhelyű Bárczi Gusztáv Gyógypedagógiai Tanárképző Főiskola (rövidítése BGGyTF) bár sorozatos hely- és névváltoztatásokkal, de 1900-tól mintegy 100 éven keresztül hazánk egyetlen gyógypedagógiai képző- és kutatóintézete volt. Gyógypedagógusokat és általános szociális munkásokat képző felsőoktatási intézmény. Ma azonos szakmai feladatokkal az ELTE keretein belül működik mint az ELTE Bárczi Gusztáv Gyógypedagógiai Kara.

## Előzmények
Az első gyógypedagógiai intézmény a siketnémák oktatására 1802-ben létesült Vácott. Ekkor Magyarországon még nem létezett gyógypedagógusokat képző intézmény, így az első tanítókat, akik siketnémákkal foglalkoztak, Bécsben képezték egy egyéves tanfolyam során. Az 1800-as években
egyre több iskola létesült siketek számára az országban, így sürgetővé vált a hazai tanerőképzés kérdése. Ennek megoldására 1890-ben speciális tanfolyamokat létesítettek, melyek gyógypedagógiai oktatási feladatokra készítettek fel. Ezek azonban nem voltak hosszú életűek, ugyanis felismerték, hogy a fogyatékossággal élő gyermekek számára is tankötelezettséget kellene bevezetni, és ehhez minden szükséges feltételt megteremteni.
Az 1890-es évek meghatározóak a magyar gyógypedagógia fejlődése szempontjából. Ekkor történt ugyanis, hogy a Vallás- és Közoktatásügyi Minisztériumban Náray Szabó Sándor orvos felismerte, hogy a társadalmi lehetőségek kedvezőek a fogyatékossággal élők ügyeinek megoldásához. Az ő hatására létesült a Gyógypedagógiai Ügyosztály, ahol a fogyatékossággal élő gyermekek ügyeivel foglalkoznak. 1898-ban így a „siketnémák”, „vakok”, „hülyék”, „gyengeelméjűek”, „dadogók” és „hebegők” összes intézete gyógypedagógiai intézménnyé minősült a korábbi „emberbaráti” megnevezés helyett. Ugyanekkor jött létre a Gyógypedagógiai Intézetek Országos Szaktanácsa és megalakult a Magyar Gyógypedagógia című szaklap.
Náray Szabó indította el a gyógypedagógus-képző tanfolyamok egyesítését. A folyamat során ő és Borbély Sándor, a szaktanács előadója a Gyógypedagógiai Intézetek Országos Szaktanácsához és a vallás- és közoktatásügyi miniszterhez is javaslatokat,
felterjesztéseket küldtek, ezek eredményéül 1900-ban a Siketnémák Királyi Országos Intézetében Vácott, ekkor még kétéves képzéssel létesült a Gyógypedagógiai Tanítóképző, a mai Bárczi Gusztáv Gyógypedagógiai Kar jogelődje.

## Fejlődése
1900-ban a képzés tehát kétéves volt, a gyógypedagógus-jelöltek a „siketnémák”, „vakok”, „gyengeelméjűek, „hülyék”, „dadogók” és „egyéb beszédhibában szenvedők” oktatásához szükséges ismereteket is elsajátították. Nagy hangsúlyt fektettek a gyakorlati képzésekre, a másodéves hallgatók minden idejüket gyakorlatban töltötték. A képzést azonban hamarosan kritikák érték, így 1904-től különböző intézményekben Budapesten működött, és ezzel egy időben megszüntették a „gyengeelméjűek” oktatására való felkészítést.
A magyarországi Tanácsköztársaság bukása után, 1919 és 1922 között szünetelt a gyógypedagógus-képzés, 1922-ben pedig már hároméves képzési idővel indult újra. Fontos megemlíteni, hogy 1921-ben rendeletet hoztak a fogyatékossággal élő gyermekek kötelező beiskolázásáról. A képzés azonban nem
terjedt ki minden fogyatékosságra (pl. „gyengetehetségűek”).
1928-ban a képzés főiskolai szintűre, négyévesre módosult, Tóth Zoltán, az akkori igazgató közbenjárásával. Az ekkor kezdő hallgatók 1932-ben már főiskolai diplomát kaptak. Az intézmény neve Gyógypedagógiai Tanárképző Főiskola. Az 1930-as években egyre csökkent a hallgatói létszám, míg 1938-ban a képzést leállították, és csak 1942-ben, módosított
tantervvel indult újra. Ekkor ismét bevezették a hároméves képzési időt. Ugyanebben az évben Bárczi Gusztáv lett a főiskola igazgatója, az intézmény első állandó székhelye pedig az akkori budai gyógypedagógiai intézet lett.
A második világháború után, 1946-ban új szervezeti szabályzat lépett életbe Bárczi Gusztáv és Illyésné Kozmutza Flóra közreműködésével. Ez meghatározta, hogy a négyéves képzés negyedik évének elején a hallgatóak kötelesek egy fő- és két mellékszakot választani a látási,
hallási, értelmi és erkölcsi fogyatékosok, nyomorékok, beszédzavarban és egyéb lelki rendellenességben szenvedők pedagógiái közül. Ez a szakosodás azonban nem határolta be a diploma utáni elhelyezkedési lehetőségeket, a diplomások bármely gyógypedagógiai intézménybe pályázhattak.
1948-ban Pető András orvos vezetésével új intézmény létesül egy főiskolai célokra átengedett épületben: a Mozgásterápiai Osztály, amelyet Bárczi Gusztáv kitörő örömmel fogadott. Ugyanebben az évben azonban a négyéves képzést a vallás- és közoktatásügyiminiszter újfent háromévesre módosította, mivel az általános iskolai tanítókat is három év alatt képezték ki. Az új tanulmányi rendszer a hallgatók körében egyáltalán nem volt sikeres, ellenálltak, előadásokra nem jártak, a vizsgákra nem
készültek fel. Emellett az iskola hallgatói létszáma elérte a százat, nem volt elég hely a színvonalas oktatás megteremtésére. 1950-ben felépült az új Mozgásterápiai Intézet, a Pető Intézet a Villányi úton, így a főiskola számára hely szabadult fel. 1951-ben azonban az intézmény kénytelen volt elköltözni korábbi székhelyéről a szovjet rendszer követelései miatt. Egy romos épületbe került, aminek helyreállítási munkálatai évekig tartottak.
1953-tól visszaállították a négyéves képzési időt, valamint átdolgozták a tanulmányi rendet. 1956-ban a Főiskola új épületbe, a Bethlen térre költözött, ahol 1981-ig székelt.
1963-ban nappali tagozaton megindult a szakosképzés, ezzel megszűnt a nemzetközileg egyedülálló képzési koncepció. A szakválasztás a harmadik félév végén történt. Kötelező szakok: az értelmi
fogyatékosok gyógyító-nevelésére felkészítő szak, valamint a hibásbeszédűek gyógyító-nevelésére felkészítő szak. Emellé választható szakok voltak még: a hallási fogyatékosok gyógyító-nevelésére felkészítő szak, a látási fogyatékosok gyógyító-nevelésére felkészítő szak és a mozgási fogyatékosok
gyógyító-nevelésére felkészítő szak (ez utóbbi a szomatopedagógia szak megjelenéséig nem működött). A képzés elvégzése és az államvizsga letétele után megszerzett diploma az értelmi fogyatékossággal élők és a hibásbeszédűek, valamint a választott szakterület intézményeiben való elhelyezkedésére jogosított.
A kétszakos képzést csak 1971-ben vezették be, ennek keretein belül kötelezően tanulandó volt az oligofrénpedagógia (értelmi fogyatékosok gyógypedagógiája) és emellé még legalább egy választása a
szurdopedagógia (hallási fogyatékosok gyógypedagógiája), a tiflopedagógia (látási fogyatékosok gyógypedagógiája) és a logopédia (beszédfogyatékosok gyógypedagógiája) közül. Az új szakelnevezések a szovjet szakirodalomból származtak.
Az 1970-es évek elején a Főiskola igazgatójának, Göllesz Viktornak köszönhetően több eredményes esemény is történt a gyógypedagógia és a képzés szempontjából. Megalapította a Magyar Gyógypedagógusok Egyesületét (MAGYE), külföldi kapcsolatokat épített ki, amelyeknek köszönhetően a hallgatók tanulmányi utakra juthattak el, valamint hozzá köthető az egyik legrangosabb gyógypedagógiai folyóirat, a Gyógypedagógiai Szemle megalapítása is.
1972-ben négyéves szociálisszervező-képzés indult, mivel a főiskola felismerte a szociálisszakember-képzés területén jelenlévő hiányt. 1973-ban megint új tanterv lépett életbe, melynek leglényegibb
eleme a választható pszichopedagógia-szak megjelenése. Ez az 1968-ban indult kétéves nevelőotthoni tanári szak továbbfejlesztése. A szak a tipikustól eltérő személyiségstruktúrával rendelkező és személyiségfejlődésükben sérült gyermekek nevelésével-oktatásával foglalkozott.
1975-ben a Főiskola névadó- és jubileumi ünnepséget szervezett a gyógypedagógusképzés 75., valamint Bárczi Gusztáv halálának 10. évfordulója alkalmából. Az iskola neve Bárczi Gusztáv Gyógypedagógiai Tanárképző Főiskola lett.
1983-ban megjelent az önálló szomatopedagógia szak nappali tagozaton (az 1977-es levelezős képzés kibővítéseként).
1990-ben nappali tagozaton elkezdődött a négyéves szociálismunkás-képzés, amelyet 2003-ig a Főiskola jogutódja látta el (2003. szeptember 1-jétől pedig az ELTE Társadalomtudományi Kara). A
szociálisszervező-képzés 1990-től szünetelt, majd 1996-ban végleg megszűnt.
1992-ben új kísérleti reformtanterv került bevezetésre, melynek kidolgozói olyan híres szakemberek voltak, mint Illyés Sándor, Lányiné Engelmayer Ágnes és Mesterházi Zsuzsa. A tanterv hat fogyatékossági szakterületet különböztetett meg: értelmi fogyatékosok, látási fogyatékosok, hallási fogyatékosok, mozgási fogyatékosok, beszédfogyatékosok, beilleszkedési és magatartászavarokban szenvedők. Emellett két elkülönülő kompetencia jelent meg: a gyógypedagógiai terapeuta és a gyógypedagógus. A hallgató legalább az egyik szakterületen köteles volt megszerezni a tanári kompetenciát, míg a másikon választhatott a tanári és a terapeuta képesítés között, vagy akár úgy is
dönthetett, hogy ugyanazon a szakterületen szerzi meg mindkét végzettséget. A képzési idő 10 félév volt.
1999-ben az intézmény átköltözött mai székhelyére, az Ecseri útra. Ekkor indult meg a főiskolán az akkreditált gyógypedagógus-képzés, gyógypedagógiai tanárokat és gyógypedagógiai terapeutákat négyéves képzés során főiskolai szinten, míg gyógypedagógusokat ötéves képzés során egyetemi szinten készítettek fel. A szakok meghatározása a fogyatékosságok típusai szerint történik: hallássérültek pedagógiája, látássérültek pedagógiája, logopédia, pszichopedagógia, szomatopedagógia, értelmileg akadályozottak pedagógiája és tanulásban akadályozottak pedagógiája.
Az intézmény 2000. január 1-jétől az ELTE Bárczi Gusztáv Gyógypedagógiai Főiskolai Kara lett. A Kar nevéből 2009. július 1. napjától a „főiskolai” jelzőt elhagyták, így az 1900-ban létesült
Gyógypedagógiai Tanítóképző a mai Bárczi Gusztáv Gyógypedagógiai Kar.

## Kiemelkedő tanárok
- Bárczi Gusztáv: Kossuth-díjas (1953) gyógypedagógus-orvos
- Éltes Mátyás: gyógypedagógus
- Illyés Gyuláné sz. Kozmutza Flóra: gyógypedagógus, pszichológus, francia–német–magyar szakos középiskolai tanár
- Mérei Ferenc: Kossuth-díjas (1949) pszichológus, a pszichológiai tudományok doktora
- Ranschburg Pál: elme- és ideggyógyász, egyetemi rk. tanár
- Sarbó Artúr: ideggyógyász, egyetemi magántanár és címzetes rk. tanár
- Schnell János: gyógypedagógus-orvos, egyetemi magántanár
- Szondi Lipót: pszichiáter, a párizsi Sorbonne egyetem díszdoktora
- Tóth Zoltán: gyógypedagógus, természetrajz–kémia szakos középiskolai tanár
- Vértes O. András: magyar–francia szakos középiskolai tanár, a nyelvtudomány akadémiai doktora, a Finn Tudományos Akadémia külső tagja
- Vértes O. József: pszichológus és magyar–német szakos középiskolai tanár, c. rk. egyetemi tanár